# Joseph Auer
Joseph Auer, avstrijski general, * 1789, † 11. januar 1852.

## Življenjepis
Upokojen je bil 9. aprila 1849.

## Pregled vojaške kariere
Napredovanja
- generalmajor: 30. oktober 1844